# Sciapus gracilipes
Sciapus gracilipes är en tvåvingeart som först beskrevs av Friedrich Hermann Loew 1871.  Sciapus gracilipes ingår i släktet Sciapus och familjen styltflugor. Inga underarter finns listade i Catalogue of Life.